# Kermodon
Kermodon is een geslacht van weekdieren uit de klasse van de Gastropoda (slakken).

## Soort
- Kermodon royanum (Iredale, 1913)